# Ютіка (округ Кроуфорд, Вісконсин)
Ютіка (англ. Utica) — місто (англ. town) в США, в окрузі Кроуфорд штату Вісконсин. Населення — 623 особи (2020).

## Демографія
Згідно з переписом 2010 року, у місті мешкала 661 особа в 267 домогосподарствах у складі 186 родин. Було 344 помешкання
Расовий склад населення:
| - 98,0 % — білих - 1,1 % — азіатів - 0,2 % — корінних американців - 0,2 % — чорних або афроамериканців |

До двох чи більше рас належало 0,6 %. Частка іспаномовних становила 0,9 % від усіх жителів.
За віковим діапазоном населення розподілялося таким чином: 22,4 % — особи молодші 18 років, 57,9 % — особи у віці 18—64 років, 19,7 % — особи у віці 65 років та старші. Медіана віку мешканця становила 45,9 року. На 100 осіб жіночої статі у місті припадало 107,9 чоловіків;  на 100 жінок у віці від 18 років та старших — 109,4 чоловіків також старших 18 років.
Середній дохід на одне домашнє господарство  становив 50 680 доларів США (медіана — 39 583), а середній дохід на одну сім'ю — 58 560 доларів (медіана — 51 625). Медіана доходів становила 31 488 доларів для чоловіків та 40 500 доларів для жінок. За межею бідності перебувало 13,3 % осіб, у тому числі 28,8 % дітей у віці до 18 років та 16,0 % осіб у віці 65 років та старших.
Цивільне працевлаштоване населення становило 259 осіб. Основні галузі зайнятості: роздрібна торгівля — 20,1 %, сільське господарство, лісництво, риболовля — 18,5 %, освіта, охорона здоров'я та соціальна допомога — 14,7 %, виробництво — 13,9 %.